# Litiofilite
La litiofilite è un minerale.